# Taylor Kitsch
 (juillet 2011).
Si vous disposez d'ouvrages ou d'articles de référence ou si vous connaissez des sites web de qualité traitant du thème abordé ici, merci de compléter l'article en donnant les références utiles à sa vérifiabilité et en les liant à la section « Notes et références ».
Taylor Kitsch est un acteur canadien né le 8 avril 1981 à Kelowna (Colombie-Britannique).

## Biographie
Taylor Kitsch a deux frères aînés et deux sœurs cadettes.
Il s’est longtemps destiné à une carrière de hockeyeur professionnel, jusqu'à ce qu'une grave blessure au genou l'en empêche. Il profita ensuite de son physique pour, en 2002, intégrer l'agence de mannequins IMG et prêter son image à des marques comme Diesel et Abercrombie & Fitch.

## Carrière

### Révélation télévisuelle
Il débute sur le petit écran en 2006 dans les séries Godiva's ou Kyle XY.
Il fut révélé aux yeux du grand public pour son interprétation du jeune footballeur Tim Riggins dans la série Friday Night Lights. Son rôle occupe une place des plus importantes dans la série, grâce à laquelle il reçut plusieurs distinctions lors de cérémonies de récompenses, telles que les Teen Choice Awards (deux nominations en tant que meilleure révélation et acteur le plus sexy). De ce fait, il fait l'objet de plus en plus de propositions de rôles pour le grand écran et n'est plus régulier au sein de la cinquième saison de Friday Night Lights.

### Échecs cinématographiques successifs (2009-2012)

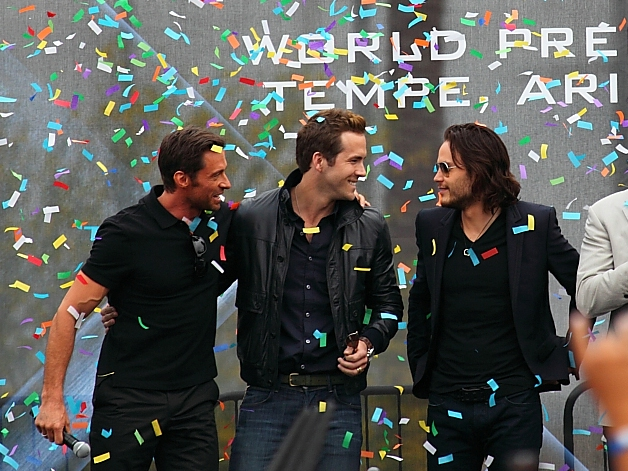
En 2009, aux côtés de ses partenaires de X-Men Origins: Wolverine, Hugh Jackman et Ryan Reynolds.

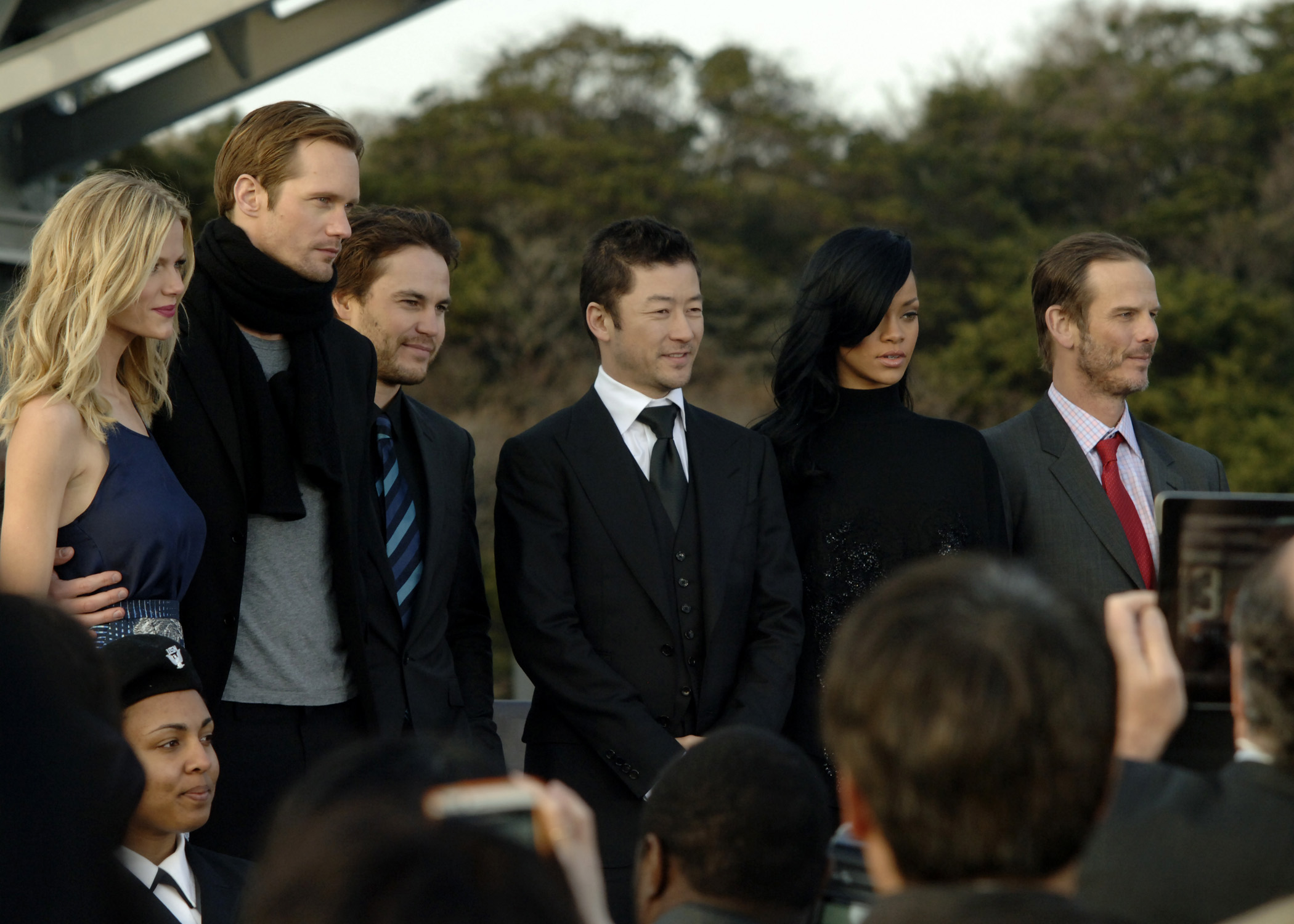
En 2011, avec l'équipe de Battleship.

Parallèlement au lancement de Friday Night Lights, il est à l'affiche de productions mineures, toutes sorties en 2006, où il enchaîne les seconds rôles : sa carrière cinématographique débute ainsi aux côtés de Samuel L. Jackson dans le film d'action parodique Des serpents dans l'avion, puis se poursuit avec le thriller Le Pacte du sang et la comédie pour adolescents John Tucker doit mourir. Si le second degré du premier est apprécié par une partie de la critique, l'accueil est glacial pour les deux autres,.
L'année suivante marque un tournant : il reçoit en effet la proposition du réalisateur Gavin Hood du rôle très convoité de Gambit dans X-Men Origins : Wolverine, porté par la star Hugh Jackman dans le rôle-titre. Le jeune acteur fait forte impression et engrange beaucoup d'expérience sur le tournage. Il choisit notamment de tourner lui-même (sans doublure) le plus de scènes d'actions possibles et apprit donc à utiliser les cartes et le fameux bâton du super-héros qu'il incarne. Si le blockbuster fonctionne commercialement, il est très mal reçu par la critique, qui le considère comme le plus mauvais opus de la franchise.
En 2011, alors que Friday Night Lights se conclut à la télévision, il est à l'affiche du biopic The Bang Bang Club, réalisé par Steven Silver, dans lequel il joue le rôle d'un photographe de guerre pendant les derniers jours de l'apartheid en Afrique du Sud. Les critiques sont très mitigées.
Il termine alors le tournage de John Carter, un long-métrage d'heroic fantasy pour Walt Disney Pictures réalisé par Andrew Stanton, où il retrouve l'actrice Lynn Collins, avec qui il avait tourné X-Men Origins: Wolverine. Le blockbuster, doté d'un budget colossal de 250 millions de dollars repose sur l'univers proposé par le cinéaste, et la prestation de l'acteur, seule véritable tête d'affiche. Le film est l'un des plus gros échecs commerciaux du cinéma mondial, n’engrangeant qu'un peu plus de 73 millions sur le territoire nord-américain, et se rattrapant à peine à l'étranger. Les critiques ne sont pas non plus tendres vis-à-vis de ce projet pourtant ambitieux.
Deux mois plus tard, il est la star d'un autre blockbuster. Le réalisateur de Friday Night Lights Peter Berg lui offre de nouveau un rôle dans Battleship, une adaptation cinématographique du jeu de la compagnie Hasbro. Il y donne la réplique au vétéran Liam Neeson et y retrouve son camarade Jesse Plemons. Le film est un nouvel échec commercial et reçoit des critiques encore plus catastrophiques, tuant une nouvelle fois dans l'œuf tout espoir de franchise pour le studio.
La même année, il tourne sous la direction d'un cinéaste respecté, Oliver Stone. Dans le thriller Savages, il interprète un jeune dealer de marijuana devant secourir sa petite amie enlevée par un cartel mexicain. Il y a pour partenaire Aaron Taylor-Johnson. Les comédiens sont entourés d'acteurs de renom tels que Benicio del Toro, Salma Hayek ou John Travolta dans les seconds rôles, mais le film ne parvient pas à convaincre les critiques et ne rentre dans ses frais que grâce à ses gains à l'international.

### Regain critique (2013-...)
À la suite de ces échecs successifs, il revient en 2014 à l'affiche de productions plus modestes, où il n'hésite pas à accepter des seconds rôles.
Il incarne ainsi un jeune médecin dans la production canadienne de Don McKellar, La Grande Séduction à l'anglaise, remake de la comédie québécoise La Grande Séduction, où il évolue aux côtés de Brendan Gleeson. Le film reçoit des critiques mitigées, mais salue la performance des acteurs.
Il revient à la télévision avec The Normal Heart, un téléfilm écrit et réalisé par Ryan Murphy pour la chaîne HBO, où vedettes de séries télévisées contemporaines côtoient des stars confirmées du cinéma hollywoodien. Kitsch y donne ainsi la réplique Mark Ruffalo, Matthew Bomer, Jim Parsons, Jonathan Groff, Alfred Molina et Julia Roberts. Ce casting quatre étoiles est acclamé par la critique, qui salue cette œuvre racontant les prémices de la montée du virus du SIDA aux États-Unis.
Il retrouve ensuite Peter Berg pour un projet plus personnel, un film d'action militaire adapté du roman Du sang et des larmes, de Marcus Luttrell, retraçant la véritable mission d'un groupe d'un Navy Seals en Afghanistan. Il y incarne le lieutenant Michael P. Murphy. L'œuvre fonctionne très bien au box-office, bénéficiant de la présence de la star Mark Wahlberg en tête d'affiche et de critiques très positives.
Enfin, il joue de son image de héros d'action en incarnant un jeune militaire dans le trailer de lancement du jeu Call of Duty: Advanced Warfare au côté d'Emily Ratajkowski. La même année, Taylor Kitsch prêtera sa voix pour le film d'animation Almost Heroes 3D, une nouveauté pour l'acteur qui ne s'était jamais prêté au doublage.
Toujours en quête de rôles plus adultes, il rejoint le casting de la deuxième saison de l'acclamée série télévisée policière True Detective, diffusée durant l'été 2015 sur la chaîne HBO. Il y incarne Paul Woodrugh, un jeune vétéran de guerre au passé trouble, plongé dans une affaire criminelle qui le dépasse. Il a pour partenaires les stars Colin Farrell, Rachel McAdams et Vince Vaughn. Cette seconde saison est très mal reçue par la critique et le public, mais l'acteur est désormais associé à des productions ambitieuses.
En 2018, il revient à la télévision dans la mini-série Waco diffusée sur Paramount Network. Il y incarne David Koresh, le gourou d'une secte.
En 2022, il tourne aux côtés de Chris Pratt dans le thriller d'espionnage The Terminal List, basée sur le roman du même nom écrit par Jack Carr.

## Filmographie

### Cinéma

#### Longs métrages
- 2006 : John Tucker doit mourir (John Tucker Must Die) de Betty Thomas : Justin
- 2006 : Des Serpents dans l'Avion (Snakes on a Plane) de David Richard Ellis : Kyle
- 2006 : Le Pacte du sang (The Covenant) de Renny Harlin : Pogue Parry
- 2008 : Gospel Hill de Giancarlo Esposito : Joel Herrod
- 2009 : X-Men Origins : Wolverine de Gavin Hood : Remy LeBeau / Gambit
- 2011 : The Bang Bang Club de Steven Silver : Kevin Carter
- 2012 : Battleship de Peter Berg : Lieutenant Alex Hopper
- 2012 : John Carter d'Andrew Stanton : John Carter
- 2012 : Savages d'Oliver Stone : Chon
- 2013 : Du sang et des larmes (Lone Survivor) de Peter Berg : Lieutenant Michael P. Murphy
- 2013 : La Grande Séduction à l'anglaise (The Grand Seduction) de Don McKellar : Dr Lewis
- 2016 : Apprentis super-héros (Bling) de Kyung Ho Lee et Wonjae Lee : Sam (voix)
- 2017 : American Assassin de Michael Cuesta : Ronnie / Ghost
- 2017 : Line of Fire (Only the Brave) de Joseph Kosinski : Christopher MacKenzie
- 2019 : Manhattan Lockdown (21 Bridges) de Brian Kirk : Ray Jackson

#### Courts métrages
- 2014 : The Pieces de lui-même : Kyle
- 2017 : The Dig de Joseph Kosinski : Bud

### Télévision

#### Séries télévisées
- 2006 : Godiva's : Colm
- 2006 : Kyle XY : Un campeur
- 2006 - 2011 : Friday Night Lights : Tim Riggins
- 2015 : True Detective : Paul Woodrugh
- 2018 : Waco : David Koresh
- 2020 : Shadowplay : Max McLaughlin
- 2022 : The Terminal List : Ben Edwards
- 2023 : Painkiller : Glen Kryger
- 2025 : À l'aube de l'Amérique : Isaac Reed

#### Téléfilm
- 2014 : The Normal Heart de Ryan Murphy : Bruce Niles

## Voix françaises
- Stanislas Forlani dans : 
  - True Detective[14] (série télévisée)
  - American Assassin
  - Line of Fire
  - Manhattan Lockdown

- Damien Boisseau[14] dans :
  - X-Men Origins: Wolverine
  - The Normal Heart (téléfilm)
  - The Terminal List (série télévisée)

- Rémi Bichet dans :
  - Battleship
  - John Carter

- Raphaël Cohen dans (les mini-séries) :
  - Painkiller
  - À l'aube de l'Amérique

Et aussi
- Nessym Guetat dans Friday Night Lights[14] (série télévisée)
- Arnaud Pfeiffer dans Le Pacte du sang
- Adrien Antoine dans Savages
- Loïc Houdré dans Du sang et des larmes[14]
- Alexandre Crépet dans Waco (mini-série)
- Jim Redler dans Shadowplay (série télévisée)

## Distinctions

### Nominations
- 2007 : Gold Derby Awards de la meilleure distribution de l'année dans une série télévisée dramatique pour Friday Night Lights (2006-2011) partagé avec Connie Britton, Kyle Chandler, Gaius Charles, Zach Gilford, Minka Kelly, Adrianne Palicki, Jesse Plemons, Scott Porter et Aimee Teegarden.
- 2010 : Gold Derby Awards de la meilleure distribution de l'année dans une série télévisée dramatique pour Friday Night Lights (2006-2011) partagé avec Connie Britton, Dora Madison, Kyle Chandler, Zach Gilford, Michael B. Jordan, Matt Lauria, Brad Leland, Jesse Plemons, Jurnee Smollett, Jeremy Sumpter et Aimee Teegarden.

### Récompenses
- 2009 : Gold Derby Awards de la meilleure distribution de l'année dans une série télévisée dramatique pour Friday Night Lights (2006-2011) partagé avec Connie Britton, Kyle Chandler, Gaius Charles, Kim Dickens, Zach Gilford, Minka Kelly, Brad Leland, D.W. Moffett, Adrianne Palicki, Jesse Plemons, Scott Porter, Jeremy Sumpter, Aimee Teegarden et Janine Turner.
- CinemaCon 2012 : Lauréat du Prix de la star masculine de l'année.
- 2015 : CinEuphoria Awards (es) de la meilleure distribution dans une mini-série où un téléfilm pour The Normal Heart (2014) partagé avec Matt Bomer, Jonathan Groff, Joe Mantello, Alfred Molina, Jim Parsons, Julia Roberts et Mark Ruffalo.